# Israele ai XX Giochi olimpici invernali
Israele ha partecipato ai XX Giochi olimpici invernali di Torino, svoltisi a dall'11 al 26 febbraio 2006, con una delegazione formata da 5 atleti, 3 uomini e 2 donne.

## Pattinaggio di figura
| Gara              | Atleta                            | Obbligatorio | Obbligatorio | Breve/Originale | Breve/Originale | Libero | Libero | Totale | Totale |
| Gara              | Atleta                            | Punti        | Pos.         | Punti           | Pos.            | Punti  | Pos.   | Punti  | Pos.   |
| ----------------- | --------------------------------- | ------------ | ------------ | --------------- | --------------- | ------ | ------ | ------ | ------ |
| Danza su ghiaccio | Galit Chait Sergei Sakhnovski     | 31,70        | 13           | 55,65           | 6               | 94,44  | 7      | 181,16 | 8      |
| Danza su ghiaccio | Alexandra Zaretski Roman Zaretski | 23,51        | 24           | 41,21           | 23              | 71,08  | 20     | 135,80 | 22     |

## Sci alpino
| Gara    | Atleta         | 1° manche | 2° manche | Tempo totale | Posizione |
| ------- | -------------- | --------- | --------- | ------------ | --------- |
| Slalom  | Mikail Renzhin | 1'01"83   | 58"90     | 2'00"73      | 37        |
| Gigante | Mikail Renzhin | 1'28"97   | 1'31"44   | 3'00"41      | 32        |